# Edgeworthia

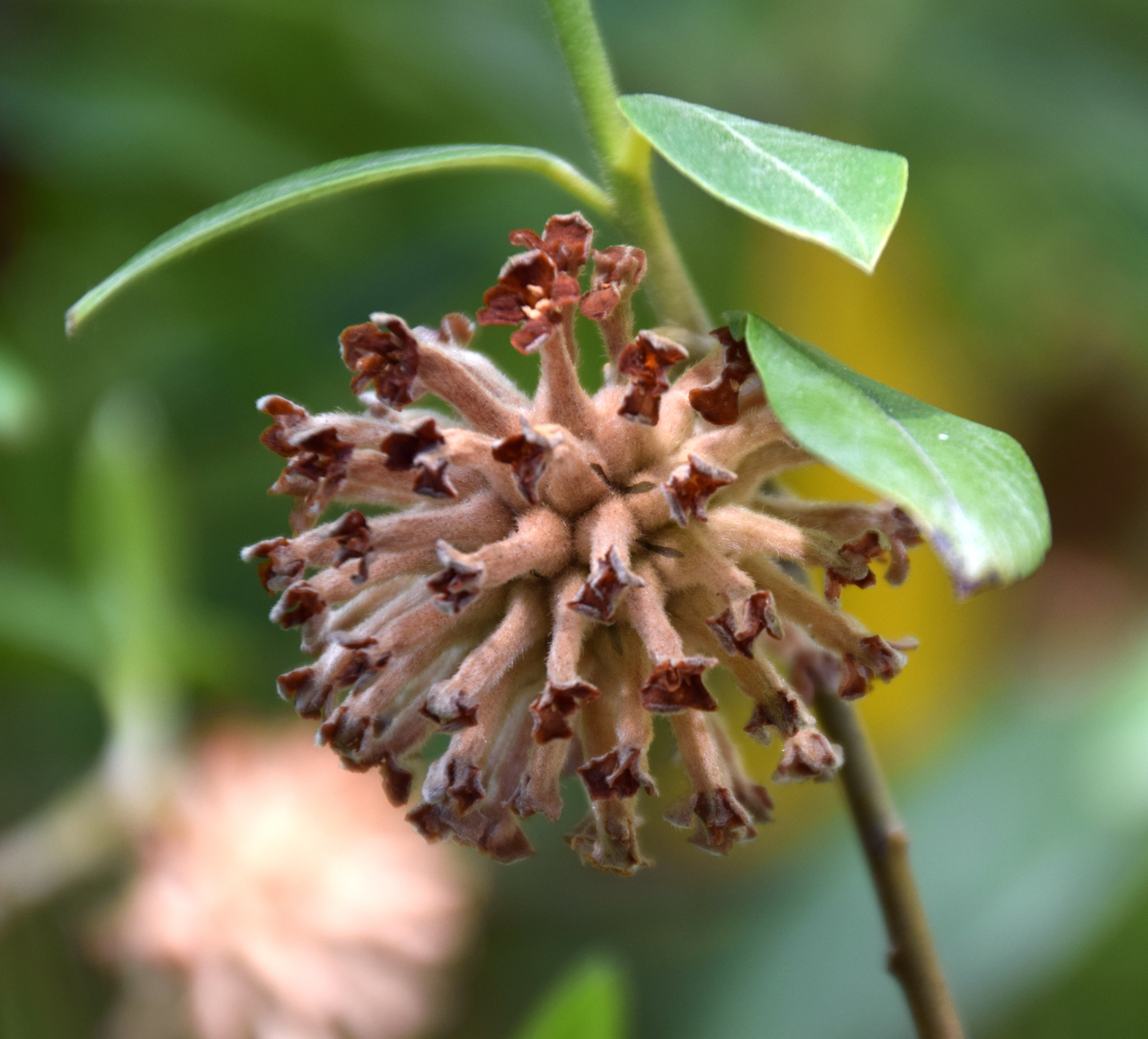
Edgeworthia gardneri

Edgeworthia (Edgeworthia Meisner) – rodzaj roślin z rodziny wawrzynkowatych. Obejmuje 5 gatunków. Rośliny te występują w Azji w Nepalu, Bhutanie, w Asamie i Sikkimie w Indiach, w Mjanmie oraz południowych i południowo-wschodnich Chinach. Jako rośliny introdukowane rosną w Wietnamie, Korei i Japonii. Zasiedlają widne lasy i zarośla, często nad strumieniami. Silnie pachnące kwiaty zapylane są przez owady.
Łyko gatunku edgeworthia papierodajna E. chrysantha wykorzystywane jest do wyrobu wysokiej jakości papieru mitsumata, zwanego też ryżowym, wykorzystywanym m.in. do wyrobu banknotów. Olej z kwiatów stosowany jest w tradycyjnej medycynie chińskiej do leczenia chorób oczu. Edgeworthia gardneri uprawiana jest jako roślina ozdobna. Uprawa możliwa jest na obszarach o ciepłym, łagodnym klimacie. W klimacie umiarkowanym rośliny szklarniowe, które mogą być wystawiane na dwór latem.
Nazwa rodzaju upamiętnia Michaela Packenhama Edgewortha (1812–1881) – irlandzkiego botanika pracującego w Indiach.

## Morfologia
PokrójKrzewy osiągające do 2 m wysokości, zwykle z licznymi pędami silnie rozgałęzionymi od nasady.
LiścieZimozielone lub opadające na zimę, skrętoległe, zwykle skupione na końcach pędów, krótkoogonkowe. Liście pojedyncze, długości od 8 do 15 cm, lancetowate do wąskoeliptycznych.
KwiatyZebrane w gęste, główkowate kwiatostany wyrastające na krótszych lub dłuższych szypułach na szczytach pędów i w kątach liści. Kwiatostany wsparte są drobnymi i odpadającymi przysadkami. Kwiaty są obupłciowe, 4-krotne, osadzone na członowanej szypułce. Rurka kielicha biała lub żółta gęsto owłosiona, na końcach z wolnymi, odgiętymi łatkami. Płatków korony brak. Pręciki rozwijają się w dwóch okółkach w liczbie dwukrotnie większej od liczby działek. Mają krótkie nitki. Zalążnia siedząca, jednokomorowa, owłosiona, na szczycie z długą szyjką zwieńczoną kulistym lub maczugowatym i brodawkowatym znamieniem.
OwocZwykle skórzasty, rzadko nieco zmięśniały, wsparty u nasady pozostałościami trwałego kielicha. Zawiera pojedyncze nasiono.

## Systematyka
Pozycja systematyczna
Rodzaj z plemienia Daphneae, podrodziny Thymelaeoideae, rodziny wawrzynkowatych Thymelaeaceae.
Wykaz gatunków
- Edgeworthia albiflora Nakai
- Edgeworthia chrysantha Lindl. – edgeworthia papierodajna
- Edgeworthia eriosolenoides  K.M.Feng & S.C.Huang
- Edgeworthia gardneri (Wall.) Meisn.
- Edgeworthia longipes Lace